# Hanataba wo kimi ni
Hanataba wo kimi ni (花束を君に?) è un singolo della cantante giapponese Utada Hikaru, il primo estratto dal suo nono album in studio Fantôme, pubblicato il 15 aprile 2016.
Inizialmente presentato per far parte della sigla della serie TV Toto Nee-chan, è stato poi pubblicato come singolo digitale insieme a Manatsu no tooriame.

## Tracce
Testi e musiche di Utada Hikaru.
1. Hanataba wo kimi ni – 4:39

## Classifiche
| Classifica (2016) | Posizione massima |
| ----------------- | ----------------- |
| Giappone          | 2                 |